# Bila Krînîțea, raionul Rivne, regiunea Rivne
Bila Krînîțea (în ucraineană Біла Криниця) este localitatea de reședință a comunei Bila Krînîțea din raionul Rivne, regiunea Rivne, Ucraina.

## Demografie
Componența lingvistică a localității Bila Krînîțea
     Ucraineană (97,29%)
     Rusă (2,02%)
     Alte limbi (0,37%)
Conform recensământului din 2001, majoritatea populației localității Bila Krînîțea era vorbitoare de ucraineană (97,29%), existând în minoritate și vorbitori de rusă (2,02%).